# 亨采什蒂鄉
47°45′N 26°22′E / 47.750°N 26.367°E
亨采什蒂鄉（羅馬尼亞語：Comuna Hănțești, Suceava），是羅馬尼亞的鄉份，位於該國東北部，由蘇恰瓦縣負責管轄，面積38平方公里，海拔高度310米，2007年人口3,986，人口密度每平方公里105人。